# Cercomacroides parkeri
A Cercomacroides parkeri a madarak osztályának verébalakúak (Passeriformes) rendjébe és a hangyászmadárfélék (Thamnophilidae) családjába tartozó faj.

## Rendszerezése
A fajt Gary R. Graves amerikai ornitológus írta le 1997-ben, a Cercomacra nembe Cercomacra parkeri néven. Egyes szervezetek jelenleg is ide sorolják.

## Előfordulása
Az Andok hegységben, Kolumbia területén honos. A természetes élőhelye a szubtrópusi vagy trópusi hegyi esőerdők és cserjések. Állandó, nem vonuló faj.

## Megjelenése
Testhossza 13,5–14,5 centiméter.

## Életmódja
Rovarokkal és pókokkal táplálkozik.

## További információ
- Képek az interneten a fajról
- Xeno-canto.org - elterjedése és hangja